# Germán Álvarez Beigbeder
Germán Álvarez-Beigbeder (Jerez de la Frontera, Cádiz, 16 de diciembre de 1882 - Jerez de la Frontera, Cádiz, 11 de octubre de 1968) fue un compositor español, padre del también compositor Manuel Alejandro (nacido como Manuel Álvarez-Beigbeder Pérez en 1932).

## Primeros años de vida

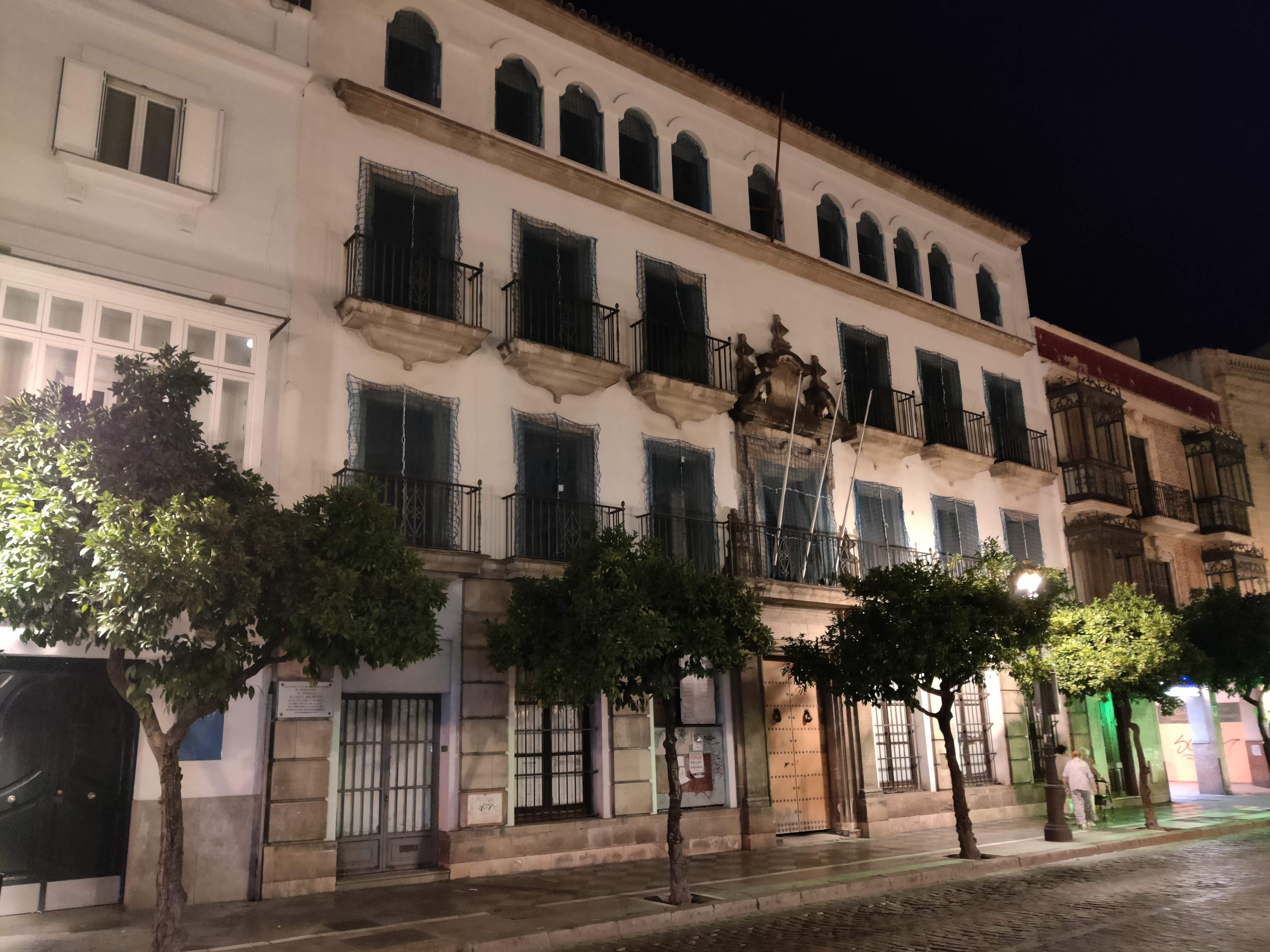
Casa Natal

Descendía por línea paterna del político Juan Álvarez Méndez (Mendizábal) y por línea materna, de los Beigbeder Ducoin, una familia francesa que se afincó en la comarca jerezana para dedicarse al negocio bodeguero. Comenzó sus estudios musicales con su madre, gran aficionada a la música y hábil pianista, y los continuó de la manos de Ángel Fernández Pacheco en la única Academia de música existente por aquellos años en Jerez, Filarmónica San Isidoro, más tarde fue Camilo Pérez Monllor, Director Músico Mayor de Infantería de Marina en San Fernando (Cádiz) quien le dotó de los primeros conocimientos de armonía y composición. Formación que alternaba con sus estudios de bachillerato, pues sus padres se oponían a que se dedicase profesionalmente a la música, a pesar de la reconocida afición y excepcionales condiciones que parecía tener.
Sus primeras composiciones están fechadas en 1898 y 1900, correspondiendo la primera a un pasodoble que llama "Viva mi jerezana", y la segunda a un género musical muy extendido en esta Andalucía: las denominadas por el maestro "Marchas fúnebres". La titula "Al pie de la Cruz", cuya melodía es de una madurez anormal para los pocos años que tenía.

### Traslado a Madrid
Hasta que en 1910 se traslada a la capital para abrazar la música como meta definitiva de su vida, su formación es principalmente autodidacta, colaborando paralelamente obligado a dedicarse a los negocios vinateros familiares, que le dio la oportunidad de viajar y con ello asistir a excelentes audiciones, como él dice en unas notas que redacta en un programa donde incluyen una de sus obras: he podido conocer una gran parte de la bellísima Escuela Clásica de los siglos XVII y XVIII y guardo una veneración sagrada por sus maestros.
Durante los años 1910 a 1913 fecha esta última en la que obtiene una plaza por concurso-oposición como Teniente Músico Mayor de Infantería de Marina, permanece en Madrid ocupando un puesto en los círculos musicales de la capital, completando de manos de Bartolomé Pérez Casas, catedrático del Real Conservatorio Superior de Madrid y fundador de la Orquesta Sinfónica Nacional, los estudios de armonía, contrapunto, fuga y dirección. En los años 1911 y 1912 dirige la Orquesta del Gran Teatro de Madrid.

### Música en el ejército
Durante el período que transcurre entre los años 1913 a 1926, primero como director de la Banda del Regimiento Expedicionario de Marruecos, pasando destinado después a Ferrol y a partir de 1918 como Director de la Banda del Regimiento de Infantería de Marina en San Fernando. Durante los años 1913-1926 su madurez musical llega al cenit de su inspiración y producción, mantiene una estrecha vinculación con el gran compositor Manuel Manrique de Lara y Berry, coronel de su regimiento en el período que estuvo en Alcazarquivir y Arcila (Marruecos).

### Regreso a Jerez
Durante los años 1926 a 1929 simultánea su destino en San Fernando con las próximas ciudades de Jerez y Cádiz, activando la cultura musical en dicha zona como Delegado de la Asociación de Cultura Musical, dando a conocer a los grandes intérpretes del momento.

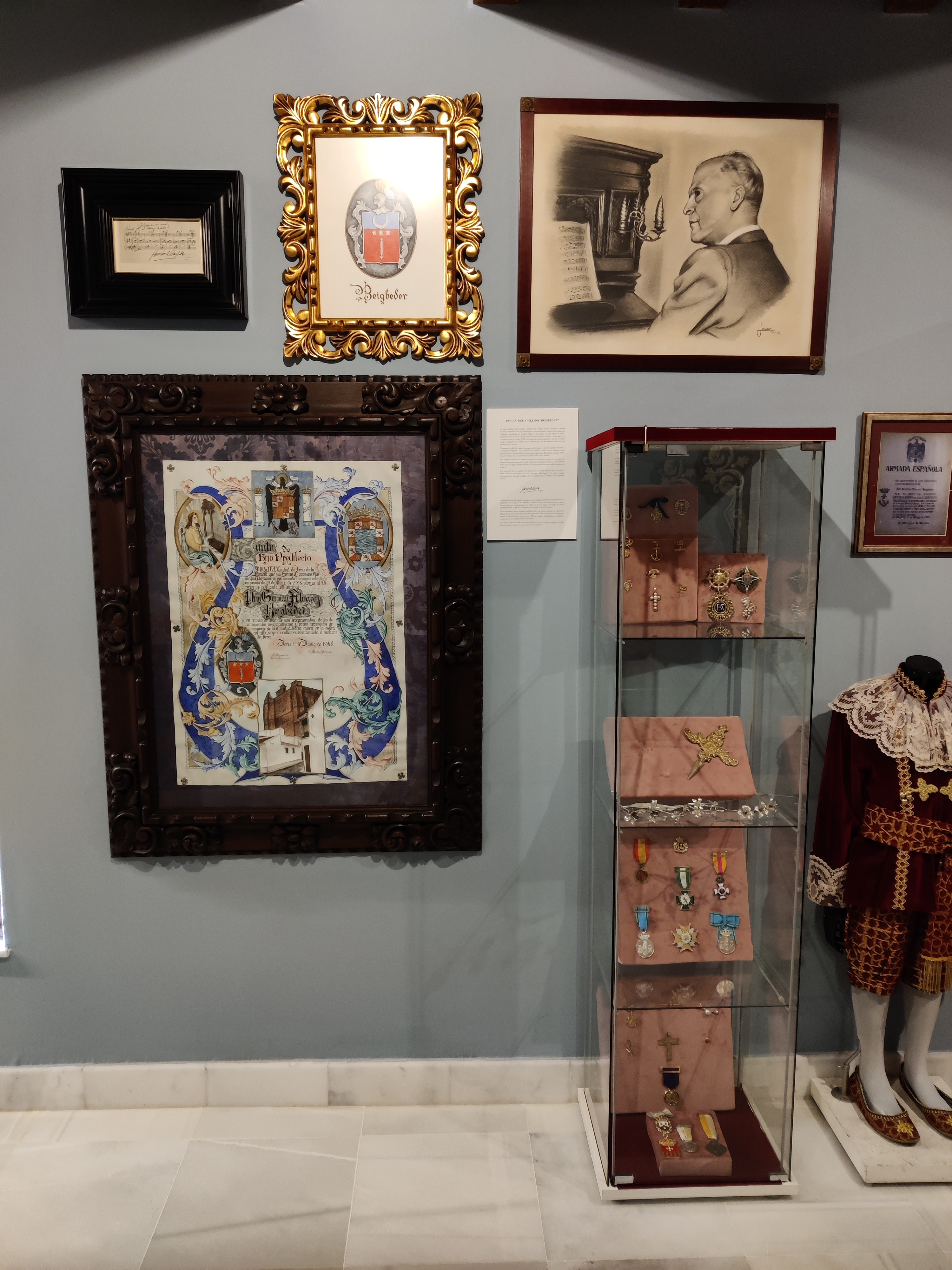
Efectos personales en exposición

En el año 1926, un grupo de entusiastas gaditanos a la música, señores Viniegra, Aramburu, de la Viesca, Pemán y el filántropo Elías Ahuja, le hacen responsable del nuevo conservatorio que por aquel año nace en Cádiz, “Alejandro Odero”, en su dirección permanece hasta 1930 que por mandato del Consejo de Ministros se ordena la fusión de los dos conservatorios existentes en la ciudad, el anteriormente nombrado y la “Academia Filarmónica Santa Cecilia”, interviniendo como árbitro José María Pemán. El nuevo que se crea se llamó “Conservatorio Oficial de Música y Declamación”.
Durante los tres cursos que estuvo como director en el conservatorio Alejandro Odero, destacó la intensa vida cultural que mantuvo en la capital. Conservó programas de la época y compruebo que el número de audiciones al público que se celebra solo en el curso escolar año 1927 son siete, todos ellos conciertos con unos densos contenidos donde intervienen alumnos y profesores.
En el año 1929 Enrique Rivero Pastor, alcalde de Jerez, le encarga la organización de una banda municipal. Germán le hace entrega de un proyecto, el cual se acepta y a partir de esa fecha abandona su vida castrense y se entrega, como es habitual en él, a la nueva faceta encomendada. El siguiente año 1930, y con motivo de la celebración del Patrón de la ciudad, San Dionisio, el 9 de octubre, hace su presentación la nueva Banda Municipal, con un concierto público cuyo programa estaba compuesto por las siguientes obras: Santander, Der Freyschutz, La Revoltosa, Escenas Alsacianas y el Baile de Luis Alonso.
Solo habían transcurrido dos años, y en Sesión Municipal de 10 de noviembre de 1932 y a propuesta de la Alcaldía, se hace entrega a la Banda Municipal de un pergamino, creyendo interpretar el sentir de su pueblo. Germán permanece en la dirección de la Banda hasta su jubilación.
Al objeto de contar con unos programas más diversificados y sobre todo poder dar a conocer la música de los clásicos, inicia una nueva faceta para lo que es necesario tener muy claras las técnicas de instrumentación y unos grandes conocimientos de composición: la Trascripción, faceta ésta muy bien acogida por las dos editoriales existentes en el país, la Unión Musical Española en Barcelona y Harmonía en Madrid, editándose obras como Rienzi, Tristán e Isolda, el Allegreto de la Séptima Sinfonía de Beethoven, Der Freyschutz, La Gruta del Fingal, Parsifal y el Miserere de Eslava entre otras.
En el año 1938 el Ayuntamiento de Jerez se adelanta cincuenta años al Sistema Educativo actual creando “El Servicio de Instrucción Musical Complementaria y Canto” en las escuelas públicas, nombrando como director del Servicio a Germán que inicia una nueva labor de culturización entre los más pequeños y al mismo tiempo captando voces. Posteriormente amplía este servicio a los centros religiosos. Como resultado de ello, en la década de los cuarenta, son varios los Orfeones existentes en la ciudad.
A finales de la década de los treinta, le llega de manos de Pedro Pérez Clotet, gran poeta y entusiasta folclorista, los Romances de la sierra de Cádiz, que él armoniza y que la Sociedad de Estudios Históricos Jerezanos se lo publica en 1940.

## Reconocimientos y premios
En el año 1941 la editorial Labor pide a Germán su colaboración para la confección del diccionario de la música, y es su director Joaquín Pena quien al final de su colaboración le envía una carta en la que se puede leer: "El estudio que hace usted de la música andaluza, releva el dominio que posee usted en esta materia y responde cumplidamente a nuestros objetivos".

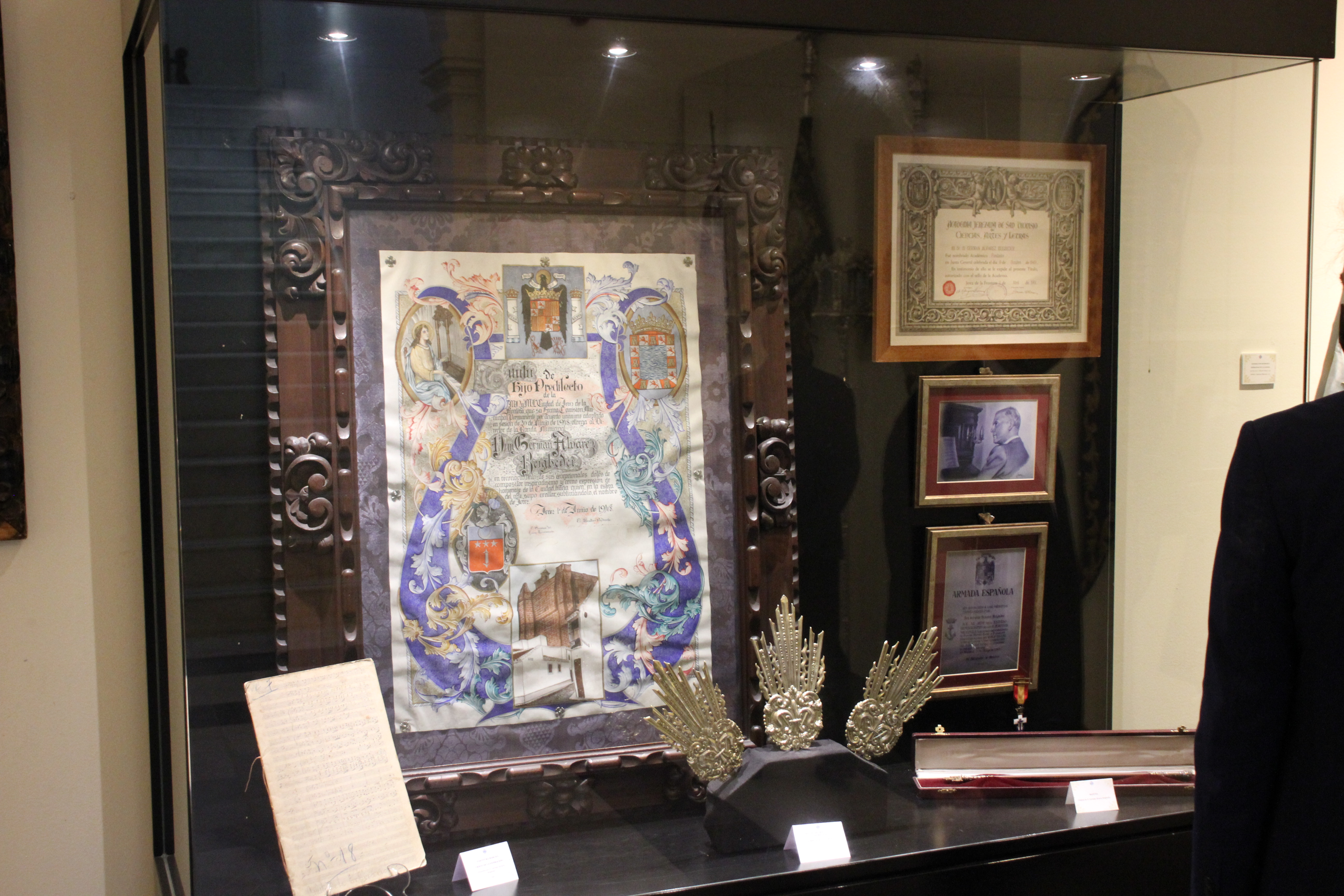
Vitrina homenaje con título de hijo predilecto, partitura y batuta

En el año 1948, la Permanente Municipal, con fecha 20 de mayo le honra con hacerle Hijo Predilecto, quedando su nombre incluido en el callejero de la ciudad.
El Ministerio de Justicia por Resolución del 29 de septiembre de 1959, le concede a sus hijos y descendientes la unión de apellidos Álvarez-Beigbeder: Por haber acreditado suficientemente que dichos apellidos han sido prestigiados en sus actividades artísticas, donde alcanzó gran relieve en sus creaciones musicales.
Está en posesión de la Cruz del Mérito Naval, condecoración concedida en reconocimiento a los méritos contraídos con la Marina Española. Es autor, con José María Pemán en la letra, del Himno de la Armada Española.
El 11 de octubre de 1968 fallece rodeado de los suyos y entrega su alma a la Santísima Virgen del Carmen.
Actualmente en el número 56 de la calle Larga de su ciudad natal existe una placa que recuerda su nacimiento.
En 1998 se funda una orquesta con su nombre en su ciudad natal.

## Su obra

### Obras sinfónicas
- 1903 Introducción y Romanza (Álbum de la juventud)
- 1903 Tarantela (versión para banda)
- 1904 En la Ribera, Sonatina y dos Rondó (Álbum de la juventud)
- 1905 Minué, Danza Húngara, Melancolía, Himnos profanos y religiosos (Álbum de la juventud)
- 1908 Triste caminar (Álbum de la juventud)
- 1908 Serenata
- 1910 Tango del Corchete
- 1911 Elegía
- 1913 Escenas orientales (Rapsodia africana, La última danza)
- 1913 Danzas andaluzas (Sevillanas, Soleares)
- 1914 Tarantela (versión para piano y banda)
- 1916 Gaviota (Álbum de la juventud)
- 1916 Vals (Álbum de la juventud)
- 1920 Romanza
- 1922 Cuarteto en Sol Menor (Aria, Scherzo)
- 1922 Sinfonía nº 1 en Sol Menor
- 1922 Sonata en Do Menor
- 1923 Impresiones españolas (Serrana, Jotica)
- 1923 Cuentos y Consejos (Cuentos: La muñeca rota, El hermanito ausente, Un cuento triste. Consejos: De la abuela, Del padre, De la madre)
- 1928 Campos jerezanos (Apuntes sinfónicos)
- 1933 Navidad (Rapsodia de villancicos)
- 1940 Armonizazión de Romances de la Sierra de Cádiz - letra: Pedro Pérez Clotet
- 1947 Sinfonía nº 2 en Mi Menor "Rincón Malillo"
- 1948 Los Puertos (Serenata andaluza)
- Scherzare
- Quinteto en Sol Menor (sólo un tiempo)

### Obras para piano
- 1903 Primavera (Vals)
- 1906 Violetas imperiales (Vals)
- 1908 No me olvides (Vals)
- 1908 Crisantemos (Vals)
- 1912 Romántico (Vals)
- 1913 Mazurca nº 1
- 1915 Espumas de champagne (Vals)
- 1915 Mazurca nº 2
- 1916 Cuéntame un cuento mamá (Canción clásica)
- 1923 Impresiones españolas (Preludio, Nana)
- 1927 Soleá (Canción clásica)
- 1935 Fuga a dos voces
- 1937 Fuga a tres voces
- Álbum de piezas íntimas
- Elegía

### Obras líricas
- 1920 El mando de la patrulla (Zarzuela)
- Sortilegio (Zarzuela)
- El Duque de Él (Ópera) - letra: hermanos Álvarez Quintero

### Obras religiosas
- 1907 Misa en honor a la Virgen del Carmen
- 1916 Tantum Ergo
- 1920 Bendita sea tu pureza
- 1920 Plegaria a la Virgen
- 1922 Himno a San José - letra: presbítero D. José Ferrán Instrumentación para Banda de Música: Francisco Hernández Lora en 2008.
- 1923 Decor Carmeli (Misa)
- 1923 Flor Carmeli
- 1927 Canto popular a los Santos mártires San Servando y San Germán
- 1937 Stabat Mater (Secuencia en forma de cantata)[3]
- 1939 Coplillas a Nuestra Señora de las Angustias - letra: fray Gonzalo de Córdoba
- 1940 Salve Regina
- 1941 Tantum Ergo
- 1949 Himno a Nuestra Señora de la Caridad - letra: Manuel Barrios Masero
- 1950 Flor Carmeli

### Marchas de Semana Santa
- 1900 Al pie de la Cruz
- 1905 Nuestra Señora de la Soledad
- 1906 Virgen del Rosario[4]
- 1907 Desamparo
- 1907 Mater desolata
- 1907 Memoria eterna
- 1907 Nuestra Señora del Mayor Dolor
- 1910 El Santo Patrón
- 1920 Cantemos al Señor
- 1921 Cristo de la Expiración
- 1923 Reina del Carmelo
- 1924 Santa Teresa de Jesús
- 1947 Virgen del Valle
- 1949 Amargura
- 1956 Cristo del Cachorro
- 1963 Santa María de la Paz

### Pasodobles
- 1898 Viva mi jerezana
- 1907 Cataluña
- 1912 Mi paseo
- 1914 El expedicionario de Infantería de Marina
- 1914 Infantes y marineros
- 1917 Agua fresca
- 1917 Suspiros de Andalucía
- 1918 El relevo
- 1937 18 de julio
- Instrumentación de Por los jereles - original de José Cubiles

### Marchas, himnos y música militar
- Himno Nacional de España (armonización e instrumentación extraoficial)[5]
- Himno de la Armada Española (Himno de la Escuela Naval) - texto: José María Pemán
- Meyerbeeriana (Marcha triunfal)
- 1918 Himno a San José
- 1922 Cabalgata nocturna
- 1928 Himno a San Juan Bautista de la Salle
- 1930 Himno a congregantes marianistas
- 1937 General Queipo
- 1938 Himno oficial de Jerez
- 1956 Himno nacional de la Tercera Orden del Carmen